# カメレオン (お笑いコンビ)
カメレオンは、かつて松竹芸能に所属していた日本のお笑いコンビ。2006年8月結成、2009年5月末解散。なお、本項目では、解散後にピン芸人として活動しているコヤゴ星人（古家後惣一）についても記述する。

## メンバー
- 松浪拓矢（まつなみ たくや、1985年1月30日（40歳） - ）滋賀県出身、血液型AB型。ボケ担当。

以前は「横断歩道」という四人組で活動しており、そのうちの二人は「恋愛小説家」というコンビで活動している。
- 古家後惣一（こやご そういち、1984年6月24日（40歳） - ）大阪府出身、血液型O型。立命館大学法学部卒業。ツッコミ担当。

声質がプリンプリンの田中に似ている。以前は「オレンジエンペラー」というコンビで活動していた。
解散後はピン芸人「コヤゴ星人」として活動。

## 概要
- 芸風は主に漫才を行っていた。
- コンビ名の由来は二人が迷彩の服を着てたからで名付けたのは「恋愛小説家」の西野。
- 芸風は松浪のローテンションなボケに古家後が高いテンションで突っ込むというもの。

## 出演作品

### ライブ
- ツーステ（ミルクハットとの合同、2007年）
- ゲラゲラジム
- ハローワーク

### テレビ
- わらいのちから
- 笑いの超新星
- お笑いメリーゴーランド （TBSテレビ、2008年10月16日、古家後のみ）

## コヤゴ星人
コンビ解散後に松竹芸能を離れフリーになり「コヤゴ星人（こやごせいじん）」と改名、マラソン ギャグ 宇宙人を名乗りライブ・劇場などで活動している。
2007年5月、主に松竹芸能の若手ピン芸人が始めたCクリエーション（大阪駅を起点に毎月1駅を決めて、駅前で清掃活動をしたあと路上ライブを行い、108駅先の広島駅を目指す企画）に参加、
その時の縁で、2010年7月から姫路市西二階町にある多目的ホール「七福座」で、無料ライブ「ひめクリ」を毎月行っている。
ジョギング インストラクター2級、JOG シューズ コーディネーターの資格を持ち、マラソン芸人として自己記録は（2時間52分06秒）。